# Acrophyllum
Acrophyllum é um género botânico pertencente à família Cunoniaceae.
É nativo da Austrália.

## Sinonímia
- Calycomis  D. Don

## Espécies selecionadas
- Acrophyllum australe
- Acrophyllum obtusatum
- Acrophyllum obtusum
- Acrophyllum venosum
- Acrophyllum verticillatum